# Slavia (Прага)
«Slavia» — провідний чеський часопис слов'янської філології, що виходить з 1922 (з перервою 1941 — 1946) у Празі як видання Слов'янського інституту, спершу щопівроку (за редакцією О. Гуєра й Матіяша Мурка), згодом квартальник (за ред. Б. Гавранка, К. Горалька, К. Крейчого, Й. Доланського, С. Волльмана й ін.) при співпраці видатніших славістів, у тому ч. й укр.; до 1941: П. Бузука, С. і Р. Смаль-Стоцьких, В. Сімовича, І. Панькевича, Д. Чижевського, І. Огієнка, Д. Дорошенка, Ф. Колесси, Л. Білецького, К. Чеховича й ін.; з 1946 лише з т. зв. соц. країн (О. Мельничука, М. Онишкевича, Я. Дашкевича, Б. Струмінського, Т. Голинської-Баранової, О. Зілинського, Г. Коляди й інші.